# Sardeh Bands flygplats
Sardeh Bands flygplats (persiska: فرودگاه سرده‌بند) är en flygplats i Afghanistan. Den ligger i provinsen Ghazni, 140 kilometer sydväst om huvudstaden Kabul. Flygplatsen ligger 2 116 meter över havet. Flygplatsen ligger nära ett vattenmagasin kallat Sardeh Band, eller Sardeh-reservoaren. Närmaste större samhälle är staden Sharan, 18 kilometer sydost om Sardeh Bands flygplats.